# Volta a padiglione

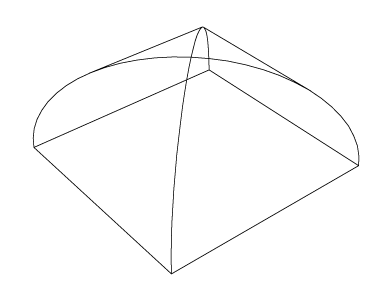
Volta a padiglione

La volta a padiglione indica in architettura un elemento di copertura con superficie curva.
Si ottiene anche, come nel caso della volta a crociera, dall'intersezione di due volte a botte conservandovi - contrariamente a quanto avviene nella volta a crociera - le parti in comune a tali volte: non esistono quindi gli archi perimetrali. Le parti in comune vengono dette fusi cilindrici (cioè  superfici cilindriche sezionate con due piani incidenti). Il perimetro è quindi quadrangolare e coincide con le linee d'imposta (nella volta a crociera il perimetro è dato dagli archi perimetrali).
Nei casi più frequenti la volta a padiglione viene ottenuta dall'intersezione di due semiclindri di rotazione ad assi orizzontali (paralleli al piano del geometrale) e perpendicolari tra loro.
Pertanto il piano su cui giacciono gli assi, di tali volte, viene detto piano d'imposta della volta.
Una volta a padiglione a base poligonale risulta divisa in spicchi e viene detta volta composta, volta a creste e vele o cupola.
Una volta a padiglione sezionata con un piano orizzontale viene detta la volta a schifo.

## Esempi di strutture con volte a padiglione
L'edificio più antico che presentava volte a padiglione era il Tabularium prospiciente al Foro romano. Da esso presero modello numerosi altri edifici nell'Italia centrale, come il santuario di Palestrina, quello di Tivoli, di Ferentillo e di Terracina.
Altri esempi di strutture con volta a padiglione sono:
- La Cappella del Cardinale di Portogallo (Giacomo di Lusitania), nella Basilica di San Miniato al Monte, Firenze
- Cappelle laterali della chiesa Madre di Sant'Ippazio, a Tiggiano in Puglia